# Plasnica
Plasnica (makedonska: Пласница) är en ort i Nordmakedonien. Den är huvudort i kommunen med samma namn, i den västra delen av landet, 60 kilometer söder om huvudstaden Skopje. Plasnica ligger 686 meter över havet och antalet invånare är 4 574.